# Обаделе Томпсон
Обаделе Томпсон  (енгл. Obadele Thompson; Сент Мишел 30. март 1976) је барбадоски атлетичар специјалиста за трчање на 100 и на 200 метара. На Олимпијским играма у Сиднеју 2000. освојио је бронзану медаљу у трци на 100м и донео Барбадосу прву олимпијску медаљу у историји. На 200м био је четврти. Такмичио се и четири године раније у Атлатни када је такође био честврти на 200м, а у Атини 2004. био је седми на 100м. На Светском првенству у дворани 1999. освојио је сребро на 200м. Ожењен је атлетичарком Мерион Џоунс.